# 김구응
김구응(金球應, 1887년 7월 27일 ~ 1919년 4월 1일)은 대한제국 독립운동가이다. 충청남도 천안군 갈전(葛田)면 가전(佳田)리에서 1887년 7월 27일에 태어났다.

## 주요 이력

### 일생
충청도 천안군 갈전면 가전리 99번지에서 출생하였으며 지난날 한때 충청도 진천군 초평면 금곡리 외가 향리에서 잠시 유아기를 보낸 적이 있는 그는 1904년에서 1905년까지 충청북도 진천군 진천면 예하 면서기관 직책을 1년간 지냈고 1905년에서 1908년까지 충청남도 천안군 입장면 예하 면서기관 직책을 3년간 지내는 등 대한제국 하급 관료 직책을 지냈으며 1908년 대한제국 관료 직책을 사퇴 및 퇴임하였다. 그 후 1908년부터 1915년까지 고향인 병천에서 청신의숙을 설립 운영하였다. 1915년부터 1917년까지는 장명학교 교사로 재직하면서 유관순 열사의 오빠인 유우석과 조만형(건국훈장 애국장)등을 가르쳤다. 1918년부터 1919년 4월1일 순국하기 전까지 성공회에서 설립한 진명학교 교사로 재직하였다.  1919년 4월 1일 유관순 열사로 대표되는 아우내독립만세운동에 주역으로 참가하였다. 33인 중 한 분이신 일제(一齊) 김병조(金秉祚) 선생이 쓴 한국독립운동사략( 韓國獨立運動史略, P75, 1920.6.월)에 따르면 "천안군 병천시에서 의사(義士) 김구응(金球應)이 남녀 6,400인을 소집하여 독립을 선언할 때,  일경이 우리 민족의 기수를 찌르고저 하거늘 기수는 맨손으로 칼을 잡으니 유혈이 낭자했다. 적이 복부를 난자하여 죽게 하는지라, 구응(球應)이 적(敵)의 잔인무도함을 꾸짖으니 적이 논리적으로 궁하여 답변을 못하고, 총을 거두고 스스로를 찌르려 하더니 돌연 총을 돌려 김군(金君)에게 쏘니 구응(球應)이 순국하니라. 적(敵)이 머리를 부수고 사지를 검으로 난자하거늘, 김군(金君)의 노모(老母)가 일시 혼도(昏倒)하며 적(敵)을 크게 꾸짖으니, 그 노모도 찔러 죽이니라."  임시정부 대통령을 역임한 백암(白巖) 박은식(朴殷植) 선생이 쓴 한국독립운동지혈사(韓國獨立運動之血史, 상해 유신사, 1920.12.30.간행)에 따르면 " 4월1일 천안군 병천시에서 시위운동을 할   때, 왜병이 독립군 기수를 찌르려 하자 기수가 맨손으로 칼을 잡으니 피가 낭자하니라, 왜병은 기수의 복부를 여러번 찔러 죽게 하는지라, 주모자(主謀者) 김구응(金球應)이 왜병에 항론하니 왜병이 논리적으로 궁하여 답변을 못하고 스스로를 찌를 듯하더니 돌연 김구응(金球應)을 향해 총을 쏘고, 머리를 부수고 사지를 난자하였다. 그 노모가 시체를 안고 일시 혼도(昏倒)하였는 데 그 노모마저 찔러 죽였다." 그 당시 1919.9.2일자 미국에서 발행된 신한민보(新韓民報)에도 "지난 4월경 천안군 병천에서 장날을 이용하여 시위운동이 있었다 함은 이미 보도한 바, 이제 <독립신보>를 의지하여 자세한 소식을 게제하노라. 당초에 독립시위운동이 일어날 때에 김구응, 박종만 양씨 주도 하에 수천여명의 군중이 맹렬하게 시위운동을 행할 때, 든든하고 당당한 농민 1인이 선두에 태극기를 잡고 행진하는 중에 1만 군중은 독립만세를 끊임없이 높이 부르는 데, 저 무법한 왜 경관은 그 곳에 급히 이르러 적수공권의 손에 촌철의 무기도 갖지 않은 평화적 독립을 부르짖는 우리 족속 30여 명을 총살하여 즉시 우리 독립군의 귀신이 되었더라. 부상한 수효는 얼마나 많은 수효를 다 알 수 없고, 왜경관이 독립기를 든 사람의 손을 칼로 찍으려 하는 고로 기수는 맨 손으로 대검을 잡아 유혈이 임리(淋璃)하고 마침내 저 왜적에게 복부가 찔려 순절하였으며, 김구응씨와 왜경관이 서로 쟁론할 때 저 왜적이 말이 몰려 궁색하여 제가 제 총으로 자살(自殺)하겠다 하더니, 총구를 김씨의 복부에다 대고 발포하여 당장에 죽인 후에 시체에 대하여 머리를 깨뜨리고, 검으로 사지를 어지러히 하매, 김씨의 모친 노인이 시체를 어루만지면서 혼도하며 오랑케 왜적에게 대하여 '나도 죽여달라'하고 강경한 어휘로 왜적에게 항거한 즉, 저 오랑케 역시 그의 늙은 모친까지 찔러 그만 세상을 하직하였더라. 부상한 자는 그 부근 병원에 입원시켰는데 병이 좀 나아서 환입하는 자에게는 일일이 항서를 강제로 요구하였으며, 일일이 거절하면 감옥으로 돌려 보냈더라." 1991.3.1일 중앙일보에 보도된 "아우내장터 만세운동 주도 김구응(金球應)선생 재평가 활발" 기사에서 유관순열사기념사업회(柳寬順烈士記念事業會)가 밝힌 자료에 따르면 1919년 4월 1일 당시 아우내장터의 만세운동은 김구응 선생과 유석 조병옥 박사의 선친인 조인원 선생, 유관순 열사 등이 앞장 섰으며, 시위군중 앞에서 독립선언서를 낭독한 사람이 바로 김구응 선생이라는 것, 지금까지 조인원 선생이 낭독한 것으로 알려졌으나 기념사업회가 당시 시위에 참가했던 조만형씨(88년 작고, 조병옥 박사 당질) 생전 증언과 관계 책자 등을 통해 이러한 사실을 밝혀 냈다. 조씨의 증언에 따르면 당일 3천 명의 군중 앞에서 김 선생이 독립선언문을 읽고 조인원 선생이 시위를 주도했으며, 김 선생은 낭독직후 두루말이 독립선언문을 든 채 일경의 무차별 총격으로 머리에 총탄을 맞고 쓰러졌으며, 일경은 김 선생의 머리를 개버리판, 총검으로 난자해 즉사했다는 것,  조씨는 또 김 선생의 모친 최 씨가 아들의 처참한 시신을 보고 항의하다 총을 맞고 총검에 찔려 모자의 시신이 겹쳐진 상태로 순국했다고 증언했다. .......... 또 서울에서 만세운동을 하던 유관순 열사에게 "나이 어린 여학생이니 일경의 눈에 띌 염려가 없다"며 태극기 제작과 연락책 임무를 맡긴 것도 김 선생이었다는 것이다. 선생은 홍일선(洪鎰善)·김교선(金敎善)·한동규(韓東奎)·이순구(李旬求)·조인원(趙仁元)·유관순(柳寬順) 등이 갈전면(葛田面) 아우내(竝川) 장날을 기하여 일으킨 독립만세시위를 주도하였다. 이날 오후 1시경 유관순 열사가 대한독립만세를 선창하자, 3천여명의 시위군중이 일제히 대한독립만세를 연호하니, 아우내 장터는 만세소리로 가득찼다. 대한 독립 만세 시위군중이 계속 대한 독립 만세를 부르며 태극기를 흔들고 일본 헌병주재소로 접근하자, 대한 독립 만세 시위 군중의 기세에 놀란 일본 군경들이 주재소에서 총기를 난사하고, 또 충청남도 천안에서 불러들인 헌병과 수비대까지 가세되어 무자비하게 총검을 휘둘러대며, 계속 발포하여 유관순의 아버지 유중권(柳重權) 등 19명이 현장에서 순국하고 30명 이상이 부상하는 일대 참사가 일어났다. 결국 이날 그도 적의 흉탄에 맞아 쓰러졌는데, 일본 헌병은 잔인하게도 다시 머리에 대고 총을 쏘아 죽였고, 결국 이 소식을 듣고 달려와서 아들의 시체를 안고 통곡하던 어머니 최정철(崔貞徹) 여사마저도 잔악무도하게 창칼로 찔러 순국케 하는 만행을 서슴지 않았다.

## 사후
그의 사후 대한민국 정부에서는 고인의 공훈을 기리고자 1977년 8월 15일 기하여 대한민국 대통령 표창장이 추서되었으며 1991년 3월 1일을 기하여 대한민국 건국훈장 애국장이 추서되었다.